# Daktulosphaira vitifoliae
La fillossera della vite (popolarmente filòssera, nome scientifico Viteus vitifoliae (Fitch, 1856)) è un insetto della famiglia dei Phylloxeridae (Rhynchota Homoptera, superfamiglia Aphidoidea). È un fitofago associato alle specie del genere Vitis che attacca le radici delle specie europee (Vitis vinifera) e l'apparato aereo di quelle americane (Vitis rupestris, V. berlandieri e V. riparia).
Questo dannoso fitofago della vite, originario del Nordamerica, è comparso in Europa nella seconda metà dell'Ottocento, e oggi è diffuso in tutti i paesi viticoli del mondo. Provoca in breve tempo gravi danni alle radici e la conseguente morte della pianta attaccata. La vite europea è molto suscettibile nelle radici mentre le viti americane sono resistenti; queste hanno tuttavia un apparato figliare suscettibile, mentre Vitis vinifera no. Innestando la vite europea su portinnesto americano si è trovato un rimedio alla distruzione causata da questo insetto.

## Tassonomia
Il nome comune di fillossera fa riferimento a tutti gli afidi della famiglia dei Fillosseridi. Generalmente sono associati a specie arboree d'interesse forestale, perciò nell'accezione comune del termine si indica la specie tristemente nota, quella associata alla Vite. Fra le fillossere d'interesse agrario si ricorda anche la Fillossera del Pero (Aphanostigma piri CHOL.): originariamente endemica del Portogallo, si è diffusa nel corso del XX secolo in tutto il continente euroasiatico fino al Giappone. In Italia è stata segnalata per la prima volta nel 1875 nei pressi di Lecco e successivamente nel 1879 nelle campagne di Valmadrera (CO) e di Agrate (MI).
La Fillossera della Vite è stata classificata nella metà del XIX secolo. La prima documentazione risale al 1856, con la classificazione della specie Daktulosphaira vitifolia da parte di FITCH. La nomenclatura è incerta e alquanto confusa: nella letteratura scientifica, nei documenti ufficiali e nelle banche dati esistono diversi sinonimi del nome scientifico. Alcuni di questi sono certamente generati da evidenti errori di trascrizione e si sono propagati anche fra la documentazione autorevole: ad esempio, oltre a vitifoliae ricorre spesso vitifolii e, meno frequentemente, vitifolia e un improbabile vitifollii citato nelle banche dati delle pubblicazioni scientifiche.
Le più frequenti occorrenze, nell'ordine, sono le seguenti:
- Daktulosphaira vitifoliae Fitch, 1855
- Phylloxera vastatrix Planchon, 1868
- Viteus vitifoliae Shimer o Fitch, 1867[3]
- Viteus vitifolii Shimer o Fitch, 1867

P. vastatrix è stato riconosciuto per lungo tempo. In seguito molti autori si orientarono verso V. vitifoliae (o vitifolii secondo l'autore). Attualmente sembra che ci sia un orientamento preferenziale verso Daktulosphaira vitifoliae, fra l'altro adottato anche nella documentazione ufficiale dell'Unione europea in luogo di Viteus vitifolii. In ogni modo continuano ad avere largo impiego anche i sinonimi che dovrebbero ritenersi superati.
Fra gli altri sinonimi, presenti storicamente nella letteratura e da ritenersi obsoleti, si citano i seguenti:
- Pemphigus vitifoliae Fitch
- Dactulosphaira vitifoliae Fitch[3]
- Dactylosphaera vitifoliae Shimer
- Dactylosphaera vitifolii Fitch
- Rhyzaphis vastatrix Planchon
- Peritymbia vitisana Westwood
- Peritymbia vitifolii Fitch[3]

## Biologia

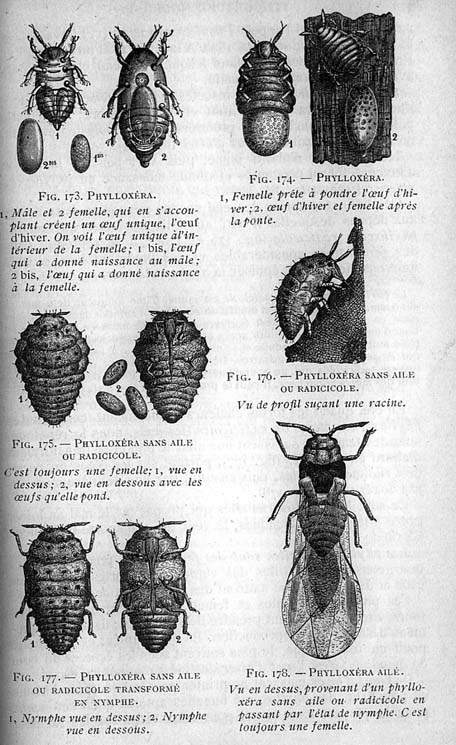
Polimorfismo della fillossera:
Fig. 173. Maschio e femmina anfigonici
Fig. 174. Femmina e uovo d'inverno
Fig. 175. Radicicola (vista dorsale e ventrale)
Fig. 176. Radicicola (vista laterale)
Fig. 177. Ninfa (vista dorsale e laterale)
Fig. 178. Sessupara (vista dorsale)

Come tutti gli afidi, la fillossera ha una biologia complessa dovuta all'alternanza tra una generazione anfigonica e un numero indefinito di generazioni partenogenetiche che si sviluppano su differenti apparati della vite. Il ciclo fondamentale della fillossera è monoico eterotopo, ma molto spesso è trasformato in paraciclo monoico per assenza della fase anfigonica. Alle differenti fasi del ciclo sono associate forme differenti che denotano il polimorfismo funzionale tipico degli afidi.

### Polimorfismo
Le forme adulte della fillossera sono riconducibili ai seguenti tipi:
- Fondatrice o gallecola: è una femmina attera (cioè priva di ali), nata dall'uovo anfigonico. S'insedia nella foglia dell'ospite e si riproduce per partenogenesi;[3]
- Neogallecola gallecola: è una femmina attera, nata da uova partenogenetiche deposte dalla fondatrice o da altre gallecole. Vive nello stesso ambiente della fondatrice e si riproduce per partenogenesi;
- Neogallecola radicicola: è una femmina attera, nata da uova partenogenetiche deposte dalla fondatrice o da altre gallecole. Migra sulle radici dove, per partenogenesi, darà origine alle generazioni di virginogenie radicicole;
- Neoradicicola radicicola: è una femmina attera, nata da uova partenogenetiche deposte dalla neogallecola radicicola o da altre neoradicicole radicicole;
- Sessupara: è una femmina alata, nata da uova partenogenetiche deposte dalle radicicole e che per partenogenesi produrrà solo femmine anfigoniche (sessupara ginopara), solo maschi anfigonici (sessupara andropara) oppure anfigonici di entrambi i sessi (sessupara anfipara). Dopo aver migrato sulla parte aerea delle viti si riproduce per partenogenesi. Nella fillossera le sessupare sono prevalentemente ginopare o andropare, ma possono comparire, con minore frequenza, sessupare anfipare;[3]
- Anfigonici: sono maschi e femmine atteri, nati da uova partenogenetiche deposte dalle sessupare. Si riproducono per via sessuata (anfigonia). Dopo l'accoppiamento le femmine depongono l'uovo durevole, detto anche uovo d'inverno.

Indipendentemente dalla generazione, le forme che vivono sulle foglie sono dette gallecole, quelle che vivono sulle radici sono dette radicicole.

### Sviluppo postembrionale
Come tutti i fillosseridi, la fillossera della vite è esclusivamente ovipara. Lo sviluppo postembrionale passa normalmente attraverso 4 stadi di neanide.
La neanide di IV età in genere muta direttamente in un adulto attero.
Nelle generazioni radicicole, la neanide di IV età può evolvere in ninfa e differenziare gli abbozzi alari. La ninfa può, a sua volta, evolvere in sessupara, dando origine all'unica forma alata della fillossera, oppure evolvere in ninfa pedogenetica. In quest'ultimo caso riassorbe gli abbozzi alari e si riproduce dando origine ad una nuova generazione di virginogenie radicicole.

### Morfologia
La maggior parte delle fillossere della vite ha un corpo fusiforme di lunghezza dell'ordine di 1 mm, privo di ali (attero) e di colore che varia dal giallo al bruno. Codicola e sifoni, organi tipicamente presenti negli Afidi, sono assenti.
Le gallecole hanno un corpo lungo circa 1 mm, sono di colore giallo-verdastro e recano una scultura puntiforme finissima e disseminata su tutta la parte dorsale del corpo. L'apparato boccale ha il rostro relativamente breve. Le radicicole, anch'esse giallo-verdastre, hanno dimensioni dello stesso ordine di grandezza, ma la scultura dell'esoscheletro è formata da piccoli tubercoli allineati su serie longitudinali. Il rostro è più lungo di quello delle gallecole.
Le sessupare sono alate e lunghe circa 1,5 mm (comprese le ali). Il corpo è di colore giallo-ocra con il mesotorace nero. Le ali sono interamente membranose, ripiegate orizzontalmente lungo l'addome in posizione di riposo; la venatura è quella tipica dei Fillosseridi, con una grossa nervatura longitudinale che decorre parallelamente al margine costale fino allo stigma e due rami che innervano la regione remigante, dei quali quello posteriore, interpretato come vena cubito, si suddivide a sua volta in due rami.
Gli anfigonici sono atteri e molto più piccoli delle altre forme, con corpo lungo meno di mezzo millimetro e di colore giallo chiaro.

### Il ciclo biologico
|  | Per approfondire i concetti e la terminologia di questa sezione vedi Ciclo degli Afidi |

| |
| Schema del ciclo della fillossera. Legenda - LF: olociclo svolto sulle foglie - RT: paraciclo e completamento dell'olociclo sulle radici - UI: uovo d'inverno (anfigonico) - U: uovo partenogenetico - N: neanide - F: fondatrice - Ngal-g: neogallecola gallecola (fondatrigenie) - Ngal-r: neogallecola radicicola (virginopara migrante) - Nrad-r: neoradicicola (virginopara esule) - Nf: ninfa - Nfp: ninfa pedogenetica - N-iem: neanide iemale - S: sessupara anfipara - Anf-f: femmina anfigonica - Anf-m: maschio |

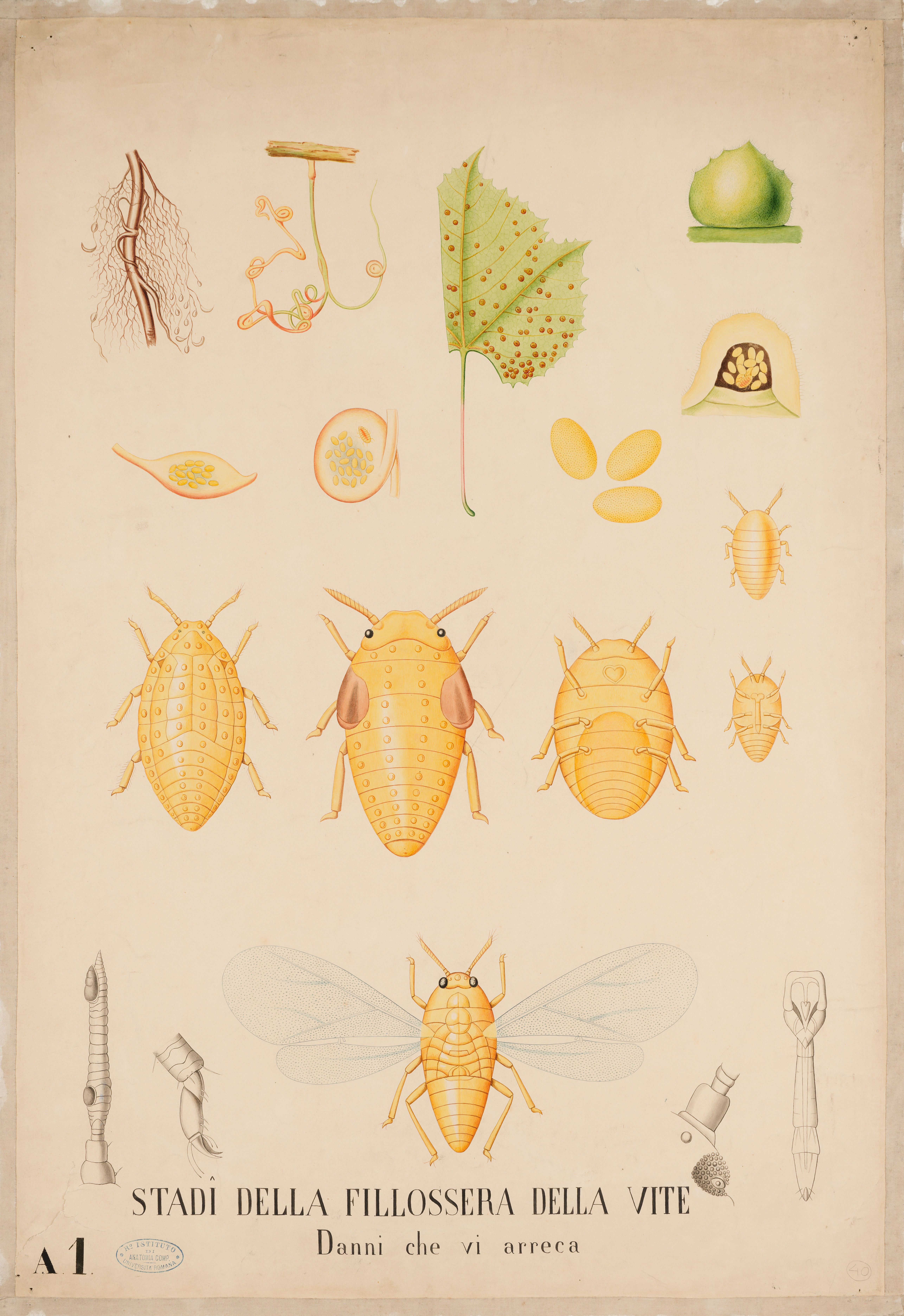
Stadi della filossera della vite e danni che vi arreca

Il ciclo biologico della fillossera della vite varia, secondo le condizioni ambientali, tra un paraciclo e un vero e proprio anolociclo. Il fattore ambientale determinante è rappresentato dal vitigno: le gallecole, infatti, non si sviluppano sui vitigni europei e su alcuni vitigni americani (Vitis labrusca e i suoi ibridi), perciò in Europa il ciclo è condotto solo con le generazioni partenogenetiche delle radicicole. Sulla maggior parte dei vitigni americani si verifica un paraciclo radicicolo parallelo all'olociclo completo.
Il ciclo completo (olociclo e paraciclo) alterna una generazione anfigonica ad un numero indefinito di generazioni partenogenetiche di gallecole e radicicole. La riproduzione sessuale si ha alla fine dell'estate sulla vegetazione delle viti americane. Dopo l'accoppiamento, la femmina depone sul ceppo di vite un unico uovo, detto uovo d'inverno, nascosto negli interstizi del ritidoma della corteccia. Questo uovo, dapprima giallo, poi verde durante la stagione invernale, schiude in primavera e dà vita alla fondatrice.
La fondatrice, ancora allo stadio di neanide, cerca una foglia giovane e provoca, con una serie di punture sulla pagina superiore, la formazione di galle, sporgenti dalla pagina inferiore, dopo di che penetra in una di esse, svolgendo il suo ciclo di sviluppo che si protrae per circa 20 giorni dalla schiusura. A maturità la fondatrice depone circa 500 uova all'interno di ogni galla per un periodo di circa 2 mesi. Dalle uova schiudono le neanidi delle neogallecole che fuoriescono da un pertugio della galla sulla pagina inferiore della foglia. Il periodo in cui si ha la prima migrazione varia secondo la latitudine: nelle regioni mediterranee meridionali le prime neogallecole fuoriescono nel mese di marzo, nelle regioni settentrionali dell'areale di coltivazione della vite l'evento cade invece nel mese di maggio.
Le neogallecole si comportano come fondatrigenie non migranti (neogallecole gallecole), in altri termini hanno lo stesso comportamento della fondatrice: si spostano sulle foglie più giovani e provocano la formazione di nuove galle evitando le foglie che nel frattempo si sono già sviluppate senza attacchi. Fra una generazione di fondatrigenie e quella successiva intercorre un intervallo di 20-40 giorni. In questo intervallo di tempo le foglie che si formano si sviluppano indisturbate. In questo modo è possibile stabilire il numero di generazioni di neogallecole perché le foglie infestate sono intervallate, lungo il tralcio, a foglie integre. In media si susseguono 6-7 generazioni di fondatrigenie, con un numero più basso nelle regioni settentrionali e più alto in quelle meridionali.
A partire dall'inizio dell'estate, le neogallecole delle nuove generazioni sono differenziate in due tipi: quelle a rostro breve sono fondatrigenie non migranti e si comportano come gallecole; quelle a rostro più lungo si comportano come fondatrigenie migranti, ridiscendono lungo il ceppo fino al terreno e si portano sulle radici. Queste virginopare sono dette pertanto neogallecole radicicole. La fecondità delle gallecole si riduce di generazione in generazione e nell'ambito dei nuovi nati aumenta progressivamente il rapporto fra neogallecole radicicole e quelle gallecole. Di conseguenza nel corso dell'estate le generazioni delle gallecole si estinguono mentre l'olociclo si è spostato contemporaneamente nelle radici, sovrapponendosi al paraciclo avviato dalla generazione radicicola svernante.
Sulle radici le infestazioni hanno luogo sulle radichette assorbenti, provocando deformazioni sotto forma di ingrossamenti. Le deformazioni hanno la forma di nodosità ricurve in posizione apicale oppure di lesioni profonde, dette tuberosità, se più distanti dall'apice. Esistono profonde differenze delle deformazioni anatomiche fra viti americane e viti europee, da cui deriva la resistenza delle prime agli attacchi delle radicicole.
Il ciclo di sviluppo delle radicicole dura circa 20 giorni passa attraverso tre mute e la neanide di IV età evolve direttamente in una femmina adulta, in grado di deporre da 40 a 100 uova. Nel corso dell'estate si susseguono in media 5-6 generazioni. A partire dal mese di giugno, con frequenza crescente, una parte delle neanidi di IV età evolve in ninfa. Questa può completare lo sviluppo degli abbozzi alari e trasformarsi in sessupara alata, oppure li riassorbe e si comporta come ninfa pedogenetica deponendo uova partenogenetiche da cui si evolveranno altre radicicole.
La comparsa delle sessupare raggiunge la massima frequenza nel mese di settembre, dopo di che diminuiscono fino a scomparire del tutto in pieno autunno. Le sessupare migrano in superficie e si spostano per portarsi su altre piante di vite. Lo spostamento avviene per poche centinaia di metri con il volo attivo, tuttavia il vento può trasportare una sessupara anche per qualche chilometro. Giunta su una pianta di vite americana, la sessupara depone poche uova da cui nascono gli anfigonici. La generazione degli anfigonici completa lo sviluppo embrionale senza nutrirsi, si accoppia e successivamente le femmine depongono un solo uovo, destinato a svernare fino alla primavera successiva. Il destino della generazione anfigonica è strettamente legato agli abbassamenti di temperatura che si verificano in tarda estate. Nelle regioni settentrionali c'è un'elevata mortalità delle sessupare e già a partire dal mese di agosto non riescono più a riprodursi. Le uova svernanti compaiono pertanto solo nella prima metà dell'estate, fino al mese di luglio, deposte dagli anfigonici nati dalle prime generazioni di sessupare. Nelle regioni calde le uova d'inverno sono invece deposte anche in autunno, fino al mese di dicembre.
Le generazioni radicicole sono in grado di perpetuare il ciclo di anno in anno indipendentemente dalla comparsa degli anfigonici: quando la temperatura del terreno si abbassa, le neanidi dell'ultima generazione entrano in diapausa, arrestando lo sviluppo per tutto l'inverno per completarlo nella primavera successiva. Queste forme sono dette pertanto neanidi iemali. In assenza di viti americane, il paraciclo delle radicicole si trasforma definitivamente in un anolociclo con scomparsa quasi del tutto definitiva della generazione anfigonica e delle generazioni di gallecole. La diffusione delle infestazioni derivate dai paracicli e dagli anolocicli è affidata alla mobilità delle neanidi: queste possono muoversi negli interstizi del terreno oppure risalire e spostarsi sulla superficie. La propagazione degli attacchi assume la fisionomia della macchia d'olio nei vigneti ad alberello con sesti irregolari, mentre segue direzioni rettilinee nei vigneti impiantati per filari.

## I danni

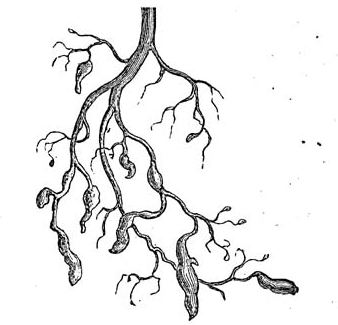
Deformazioni prodotte sulle radici assorbenti

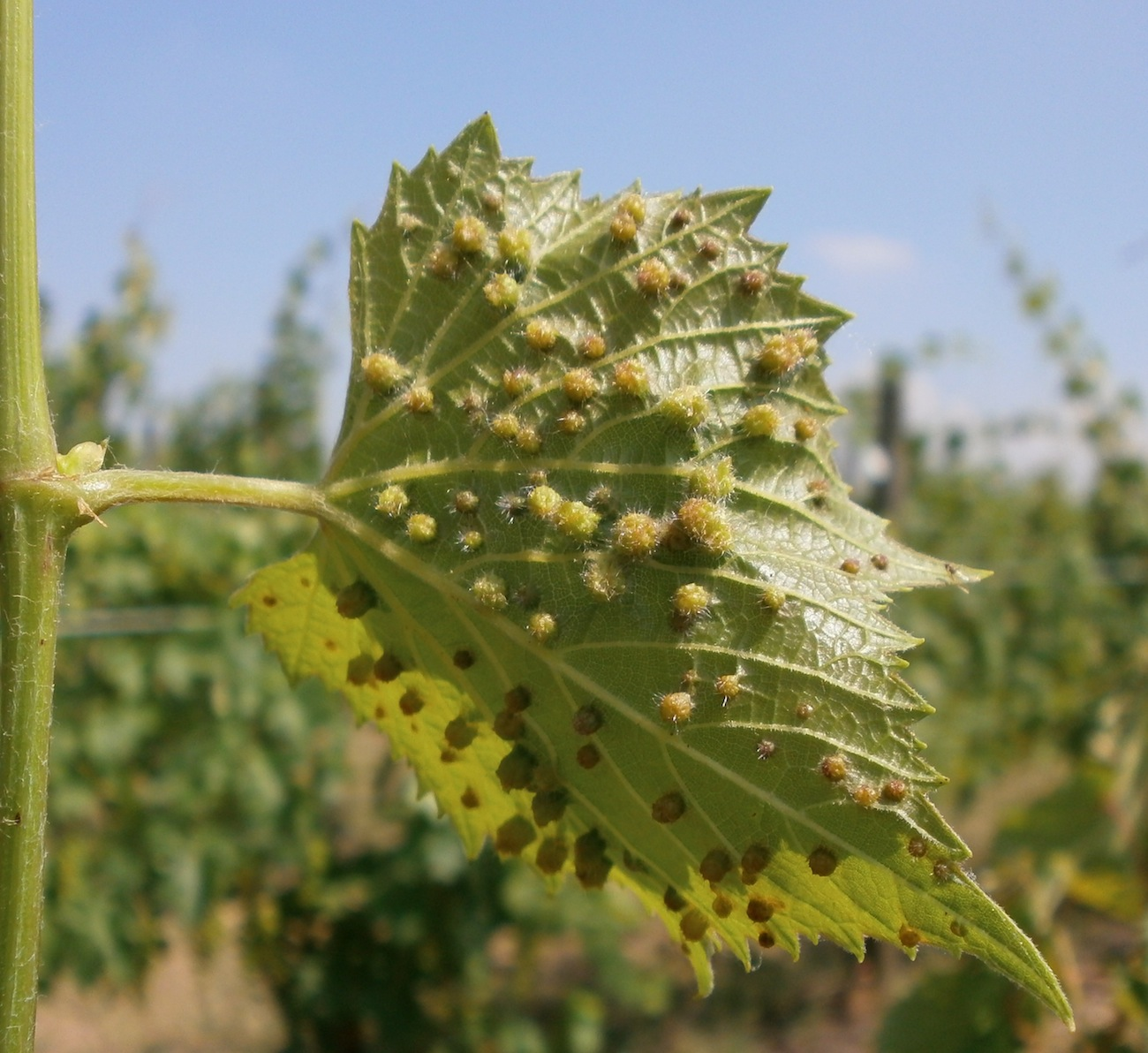
Fillossera su Foglia di Vite

I danni causati dalla fillossera cambiano con la specie ospite e con l'apparato attaccato.
Sull'apparato fogliare i danni consistono nella formazione delle galle, inizialmente di 2 mm di diametro, delle dimensioni di un pisello a maturità. Questo danno non interessa la vite europea e, fra quelle americane, Vitis labrusca e i suoi ibridi. Le foglie di queste viti, infatti, non reagiscono alle punture perciò non si formano le galle. Le galle non sono di particolare gravità: l'intervallo di tempo che intercorre fra una generazione di gallecole e la successiva permette alle piante di produrre foglie sane perciò non ne viene compromessa la vitalità e, a meno di forti infestazioni, la pianta supera con danni modesti gli attacchi fino all'estate, periodo in cui le infestazioni si esauriscono. L'unico danno economico di una certa rilevanza si ha solo nei vivai.
Gli attacchi delle radicicole coinvolgono invece tutte le viti, ma con riflessi differenti secondo la specie.
Le viti americane, sempre con l'eccezione di V. labrusca e dei suoi ibridi, hanno sviluppato una resistenza genetica, anatomica e fisiologica, che impedisce alle radicicole di attaccare le radici di conduzione. Su queste viti, infatti, le fillossere attaccano solo le radici assorbenti provocando la formazione delle tipiche deformazioni ricurve. Le alterazioni anatomiche sono solo a livello sottoepidermico e non viene compromessa la vitalità della radice. Di conseguenza, le viti americane superano indenni le infestazioni.
Le viti europee e le viti americane del ceppo labrusca non hanno sviluppato alcuna resistenza alla fillossera. Su queste viti l'afide attacca anche le radici di conduzione provocando la formazione di lesioni profonde, dette tuberosità, che compromettono la funzionalità dell'apparato radicale. Un altro aspetto di rilevante importanza è che su queste viti le infestazioni sono più intense in quanto la fillossera si è adattata a svolgere l'anolociclo senza produrre le sessupare, con conseguente minore mortalità a carico delle popolazioni. Agli attacchi della fillossera sono inoltre associati infestazioni di Acari rizofagi e infezioni fungine. In definitiva lo stato patologico è di tale gravità da provocare un progressivo deperimento generale che in genere conduce le piante alla morte entro i tre anni.

## Fattori naturali di controllo
Gli agenti biologici di controllo della fillossera si riducono a pochi occasionali predatori che non hanno alcuna incidenza sulla dinamica della popolazione. Diverso è invece l'impatto degli agenti ambientali climatici e pedologici. Il vento interferisce con il volo delle sessupare ed è causa di un'elevata mortalità in questa fase del ciclo. Il terreno influisce invece sotto due differenti aspetti:
- i terreni ad elevato tenore in sabbia rappresentano un ostacolo insormontabile alla propagazione delle infestazioni perché le neanidi non riescono a muoversi in questo substrato grossolano e incoerente: è noto che i vigneti impiantati su terreni sabbiosi sono pressoché immuni agli attacchi della fillossera;
- i terreni argillosi e idromorfi, soggetti a periodici ristagni, impediscono il proliferare delle infestazioni in quanto l'ambiente asfittico è sfavorevole alla fillossera. Si tratta tuttavia di condizioni ambientali poco propizie alla viticoltura.

## Metodi di lotta
Viticoltori e scienziati si sono inizialmente trovati completamente disarmati davanti ai disastri causati dall'insetto quando comparve in Europa. L'esperienza aveva rapidamente provato che i vigneti impiantati in terreni sabbiosi resistevano alla fillossera, ma la prospettiva di trasferire la viticoltura su terreni esclusivamente sabbiosi era piuttosto difficile da realizzare. Si sono dunque tentati, spesso in modo empirico, trattamenti eradicanti diversi con risultati più o meno felici.

### Trattamenti ovicidi invernali
Tradizionalmente si tentava il controllo spennellando sui ceppi, al fine di distruggere l'uovo d'inverno, un miscuglio di acqua, calce viva, naftalene bruto e olio. Questa tecnica era ancora praticata all'inizio del XX secolo, ma non si è rivelata molto efficace. I motivi sono da imputare al fatto che la riproduzione anfigonica sulle viti europee ha un'incidenza pressoché nulla sulla dinamica della popolazione. I trattamenti contro le uova durevoli pertanto erano del tutto inutili.
Diverso è invece il risultato nel settore vivaistico: le piante madri dei portinnesti americani sono maggiormente sensibili agli attacchi delle gallecole. In questo particolare ambito si rivelano molto efficaci i trattamenti invernali, in particolare quelli a base di oli gialli o DNOC, il cui impiego non è più ammesso dalla normativa vigente. Più blanda è invece l'azione ovicida degli oli bianchi. Risultati modesti offrono altresì i trattamenti chimici diretti contro le gallecole, anche ricorrendo a insetticidi sistemici.

### Trattamenti eradicanti contro le radicicole
La lotta chimica contro le radicicole si può attuare solo con il ricorso alla geodisinfestazione, con l'incorporamento di liquidi volatili come il solfuro di carbonio o la fumigazione con bromuro di metile. A prescindere dalle attuali normative, che mettono al bando le fumigazioni con bromuro di metile, questi trattamenti hanno una discreta efficacia, tuttavia si sono sempre rivelati insostenibili per gli elevati costi dovuti all'impiego di manodopera specializzata, di apparecchi speciali (aratro sulfureo, palo iniettore) o al dispendio di lavoro (scavo di conche attorno al ceppo).

### Trattamento per sommersione
Si tratta di una tecnica, adottata fino a pochi decenni fa in Francia, che consisteva nel sommergere i vigneti per circa due mesi in autunno, dopo la caduta delle foglie, in modo da creare condizioni asfittiche tali da decimare le radicicole. Questa tecnica si applicava negli ultimi anni di produzione dei vecchi vigneti, destinati all'espianto, prima di reimpiantare il nuovo vigneto. La finalità era quella di evitare l'innesto di alcuni vitigni pregiati su portinnesti americani, di cui si temeva l'influenza sulle proprietà del vitigno europeo, e mantenerne dunque intatte le caratteristiche ampelografiche.
Questo metodo si è dimostrato efficace, tuttavia è improponibile come pratica ordinaria su vigneti giovani o in piena produzione, per il fatto che i ristagni prolungati compromettono nel tempo la vitalità delle piante.

### Innesto su portinnesti americani

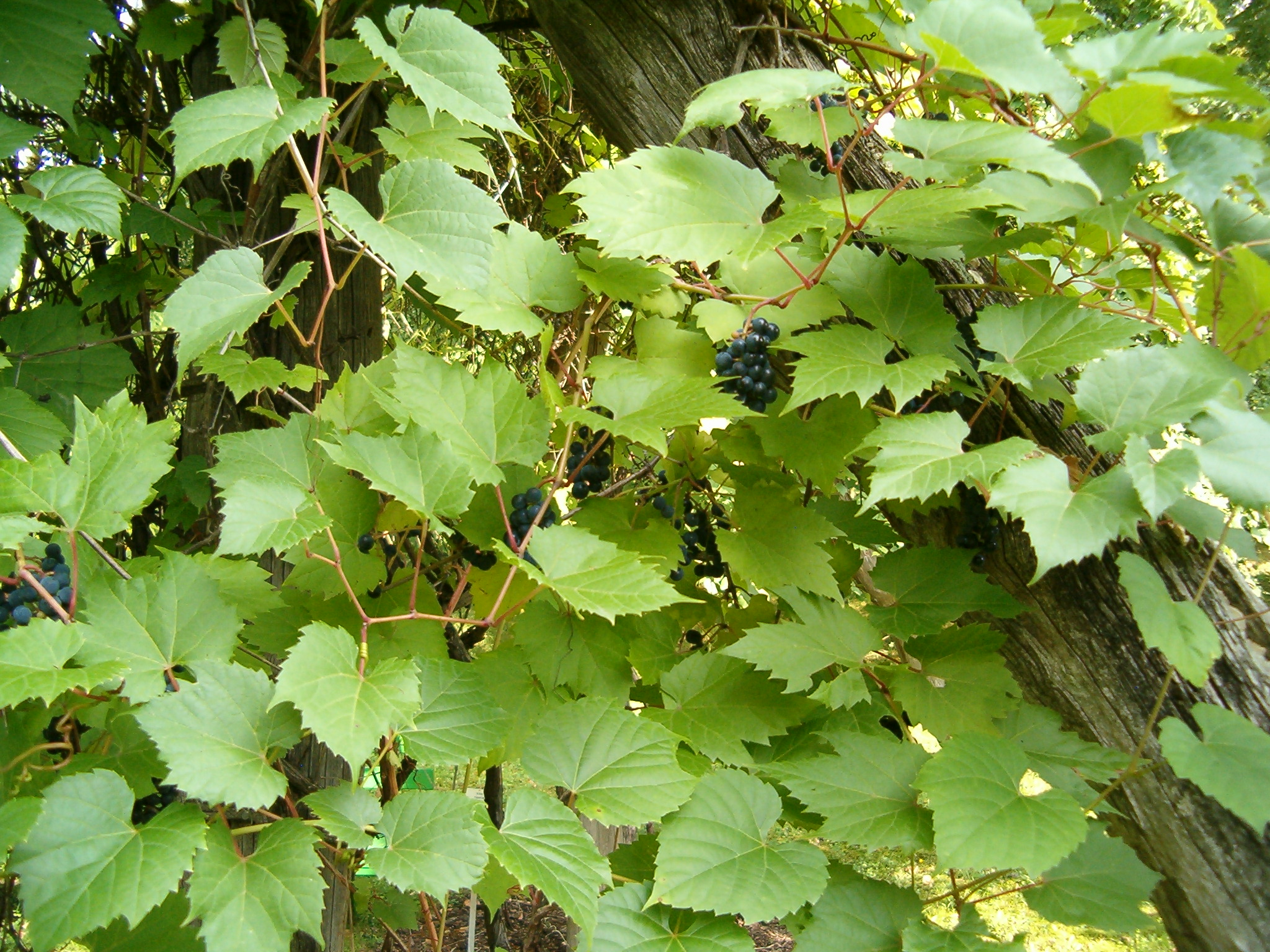
Vitis riparia, una delle specie americane resistenti alle radicicole

Questa tecnica è un mezzo preventivo di lotta biologica a tutti gli effetti ed è stato l'unico vero metodo di controllo efficace e applicabile su vasta scala. Le prime indagini dimostrarono che il portinnesto americano influisce sul vitigno europeo solo per quanto concerne l'adattamento alle condizioni pedologiche (resistenza al calcare, resistenza alla siccità, ecc.) mentre le proprietà del vitigno (in termini di qualità e tipicizzazione del prodotto) si mantengono pressoché intatte.
Il portinnesto americano conferisce all'intera pianta la sua intrinseca tolleranza alla fillossera. La parte epigea, inoltre, essendo costituita da un vitigno europeo, è pressoché immune alla minaccia delle gallecole. In definitiva questa tecnica ha rivoluzionato l'intera viticoltura europea risollevandone le sorti: attualmente quello che ha rappresentato nel XIX secolo una delle piaghe più terribili dell'agricoltura europea, è diventato un insetto pressoché innocuo, il cui interesse è ormai relegato solo ad ambiti storici, culturali e biologici.

## Aspetti storici
La fillossera ha provocato una grave crisi della viticoltura europea a partire dal 1863. Ci sono voluti più di trent'anni per superarla, ricorrendo all'innesto della vite europea su quella americana. Sulle origini e sulla diffusione della fillossera in Europa già gli agronomi del XIX secolo avanzarono l'ipotesi dell'arrivo dagli Stati Uniti d'America. Tale ipotesi ha ricevuto conferma in una ricerca scientifica pubblicata nel 2020, nella quale è stato studiato il genoma dell'insetto. La ricerca conferma che la fillossera si sarebbe diffusa originariamente nelle aree nordamericane del Mississippi e nell'Upper Midwest, e che poi sarebbe arrivata in Europa attraverso due possibili scenari: l'importazione di viti americane avvenuta nel XIX secolo, soprattutto nel nord Europa, per combattere un'altra malattia che affliggeva le viti, la Peronospora; oppure, attraverso le importazioni di piante americane dei naturalisti europei per l'arricchimento degli orti botanici, che si stavano diffondendo nelle grandi città europee.
Nel 1869 in Francia, Victor Pulliat creò la Società regionale di viticoltura di Lione e organizzò delle conferenze e dei corsi di istruzione sulle radici resistenti per rigenerare i vigneti francesi attaccati dalla fillossera.
Dopo la ricostituzione dei vigneti, questo devastatore ha acquisito un'importanza secondaria. Attualmente, la quasi totalità dei vigneti del mondo è costituita da piante innestate, eccetto quelli cileni, che non sono mai stati attaccati dalla fillossera perché le zone destinate alla viticoltura sono protette geograficamente da possibili attacchi. Anche quelli impiantati su terreni sabbiosi, nei quali la fillossera non trova un habitat favorevole sono immuni. La coltivazione di viti non innestate viene detta "su piede franco". In Italia la coltivazione della vite su piede franco è praticata in alcune parti, principalmente sull'Etna, in alcuni vigneti valdostani e nella zona del Carignano del Sulcis rosso Doc, ad Arquata del Tronto nella provincia di Ascoli Piceno e nella zona della DOC Bosco Eliceo nella provincia di Ferrara.

### Cronologia della propagazione

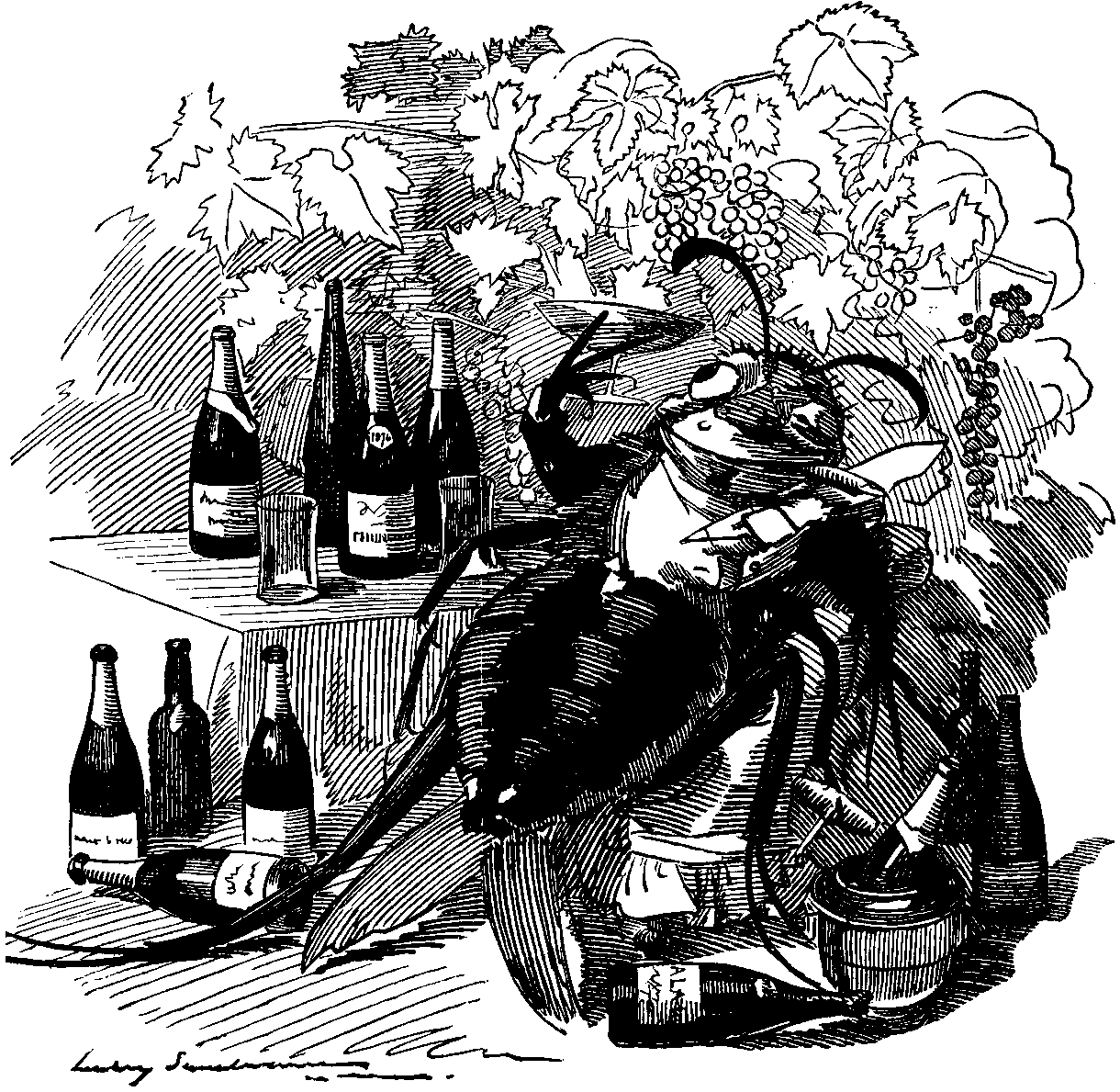
La fillossera in una vignetta del settimanale britannico Punch, 6 settembre 1890

La fillossera si è innanzitutto insediata in Francia. I primi focolai d'infestazione che apparivano erano dovuti all'imprudenza dei vivaisti o degli sperimentatori, poi l'infestazione si estese a macchia d'olio, più o meno velocemente, in base alla densità dei vigneti e all'influenza dei venti dominanti.
Malgrado le misure imposte dagli stati per controllare l'importazione di materiale di propagazione, la fillossera ha progressivamente infestato i vigneti del mondo intero, risparmiando soltanto quelli impiantati nei terreni sabbiosi, in alta montagna e le piante americane resistenti.
- 1863: prima apparizione della fillossera a Pujaut, nel Gard (Francia), e in una serra (dove venne controllata) nel quartiere londinese di Hammersmith (Gran Bretagna);
- 1865: seconda comparsa dell'insetto nel dipartimento francese Bocche del Rodano;
- 1865: prima infestazione in Portogallo nella valle del Duero;
- 1866: nuovo focolaio a Floirac in Gironda;
- 1868: identificato da Jules Émile Planchon l'insetto devastatore, già identificato negli Stati Uniti nel 1856 da Asa Fitch sotto il nome di Pemphigus vitifoliae;
- 1869: prime prove di eradicazione con iniezione di solfuro di carbonio;
- 1871: la zona infestata nella valle del Rodano forma un grande triangolo che raggiunge Cadarache ad est, Castries ad ovest e Tain-l'Hermitage a nord;
- 1871: primo focolaio in Svizzera, a Ginevra;
- 1872: nuovo focolaio in Francia presso Cognac;
- 1873: comparsa della fillossera in California;
- 1874: prima apparizione in Germania presso Bonn;
- 1875: prima apparizione in Austria-Ungheria;
- 1875: prima apparizione in Australia;
- 1876: nuovo focolaio d'infestazione in Francia, a Orléans;
- 1877: prima apparizione in Spagna a Malaga (Andalusia) e Gerona (Catalogna);
- 1878: espansione dei focolai in Côte-d'Or (Francia);
- 1879: prima apparizione in Italia, a Valmadrera, presso Lecco;
- 1880: due nuovi focolai italiani a Caltanissetta (Sicilia) e Imperia (Liguria);
- 1880: prima apparizione in Sudafrica;
- 1880: avvio delle prove d'innesto su viti americane in Francia;
- 1885: prima apparizione in Algeria, presso Tlemcen;
- 1886: nuovo focolaio in Algeria, a Skikda;
- 1888: prima apparizione in Perù;
- 1890: l'innesto su vite americana si estende in Italia dopo le prove di Vannuccini e Tirrito negli anni precedenti;
- 1894: primi focolai nei vigneti della Champagne;
- 1905: prima apparizione in Tunisia;
- 1914: prima apparizione in Manciuria;
- 1919: prima apparizione in Marocco;
- 1980: prima apparizione nella regione di Tokat in Turchia.